# Distrikt Pachiza
Der Distrikt Pachiza liegt in der Provinz Mariscal Cáceres in der Region San Martín in Nordzentral-Peru. Der Distrikt wurde am 15. April 1853 gegründet. Er hat eine Fläche von etwa 1800 km². Beim Zensus 2017 wurden 6191 Einwohner gezählt. Im Jahr 1993 lag die Einwohnerzahl bei 4567, im Jahr 2007 bei 4367. Sitz der Distriktverwaltung ist die 292 m hoch gelegene Ortschaft Pachiza mit 1061 Einwohnern. Pachiza befindet sich 13,5 km südsüdwestlich der Provinzhauptstadt Juanjuí.

## Geographische Lage
Der Distrikt Pachiza liegt im Nordosten der Provinz Mariscal Cáceres. Der Río Huayabamba fließt entlang der westlichen Distriktgrenze in Richtung Südsüdost, später wendet er sich nach Nordosten. Mit Ausnahme der Ortschaft Pachiza und ihrem Umkreis befindet sich das Distriktgebiet auf der linken Uferseite des Flusses. Der Río Pachicilla begrenzt den Distrikt im Südosten.
Der Distrikt Pachiza grenzt im Süden, im Westen und im Nordwesten an den Distrikt Huicungo, im Nordosten an den Distrikt Alto Saposoa (Provinz Huallaga), im Osten an die Distrikte Saposoa und Piscoyacu (beide in der Provinz Huallaga) sowie im Südosten an den Distrikt Juanjuí.

## Ortschaften
Im Distrikt gibt es neben dem Hauptort folgende größere Ortschaften:
- Alto el Sol (715 Einwohner)
- Atahualpa (281 Einwohner)
- Bagazán (1306 Einwohner)
- Bello Horizonte (506 Einwohner)
- Nuevo Chimbote (411 Einwohner)
- San Ramón (429 Einwohner)